# Jean-Robert Rémillard
Pour les articles homonymes, voir Rémillard.
Jean-Robert Rémillard était un dramaturge et scénariste québécois né à Saint-Placide le 11 février 1928 et décédé le 22 août 2010 à Saint-Benoît.
Jean-Robert Rémillard a fondé l'Option-Théâtre du Collège Lionel-Groulx à l'automne 1968. Il souhaitait alors ouvrir la toute première école de théâtre professionnelle du réseau d'enseignement public.
Selon le cahier souvenir réalisé par le collège en hommage à ce bâtisseur, Jean-Robert Rémillard en prend alors la direction artistique et développe une vision innovatrice de l'enseignement du théâtre, notamment par le biais d'une « troupe-école ». Il encourage le fait d'organiser de véritables spectacles, ce qui, selon lui, est « le seul virus capable d'engendrer la passion ».

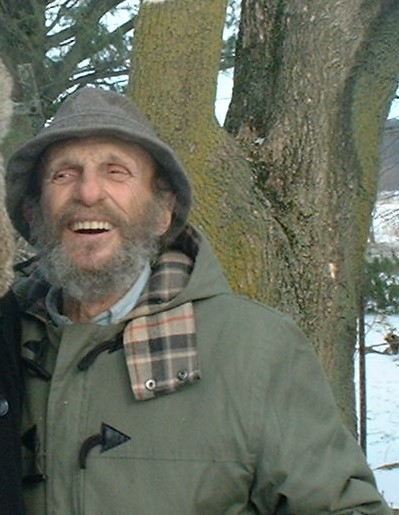

## Œuvre

### Théâtre
- Cérémonial funèbre sur le corps de Jean-Olivier Chénier, Montréal, Leméac, 1974, 128 p. (ISBN 978-2-7609-0039-4, présentation en ligne)

### Scénarisation
- L'Horme de mes yeux (1957) [2]
- Quatuor : Quand nous serons à la Manouan (1958)
- Absolvo te (1962)
- Rue de l'anse (1963)
- Ti-Jean Caribou (1963)
- L'Après-midi d'un printemps (1966)

## Note et référence
1. ↑  « RÉMILLARD  Jean-Robert » (consulté le 7 octobre 2016)
2. ↑  « Jean-Robert Rémillard Œuvres », sur Cinémathèque Qc (consulté le 7 octobre 2016)